# Jianyang (Chengdu)

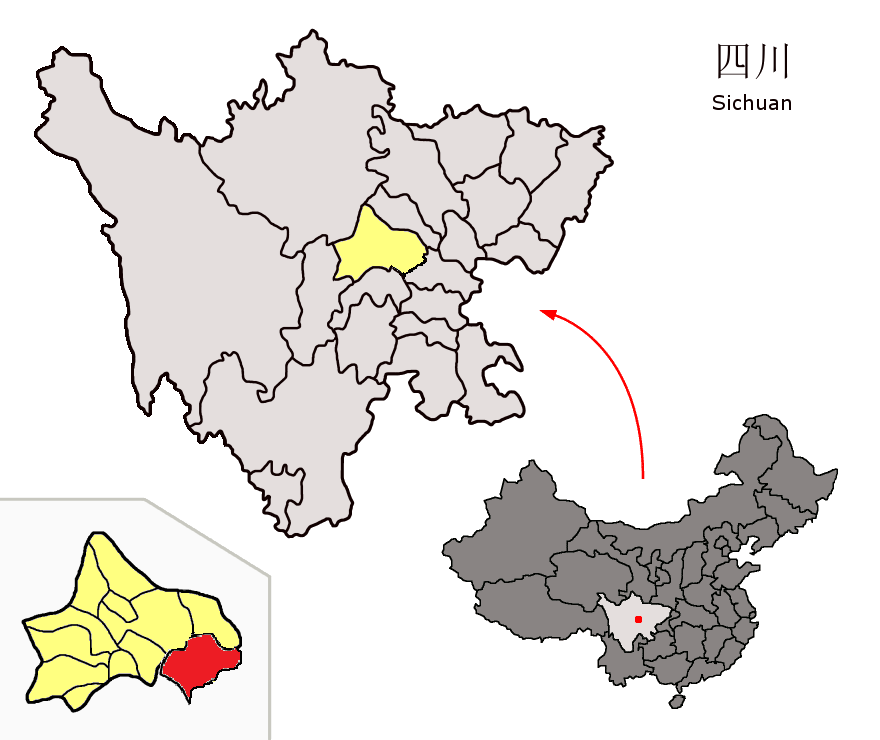
Lage der kreisfreien Stadt Jianyang (rot) in Chengdu (gelb).

Jianyang (简阳市,  Jiǎnyáng Shì) ist eine kreisfreie Stadt im Südosten von Chengdu, der Hauptstadt der chinesischen Provinz Sichuan. Die im Zentrum des Sichuan-Beckens gelegene Stadt hat eine Fläche von 2.213 km², im Februar 2022 lebten dort 1,503 Millionen Menschen.
Die im Süden des Straßenviertels Jiancheng gelegenen Pagode des Shengde-Klosters (圣德寺白塔) aus dem Jahr 1204 steht auf der Liste der Denkmäler der Volksrepublik China.
Der Sitz der Stadtregierung befindet sich im Straßenviertel Jiancheng.

## Geschichte

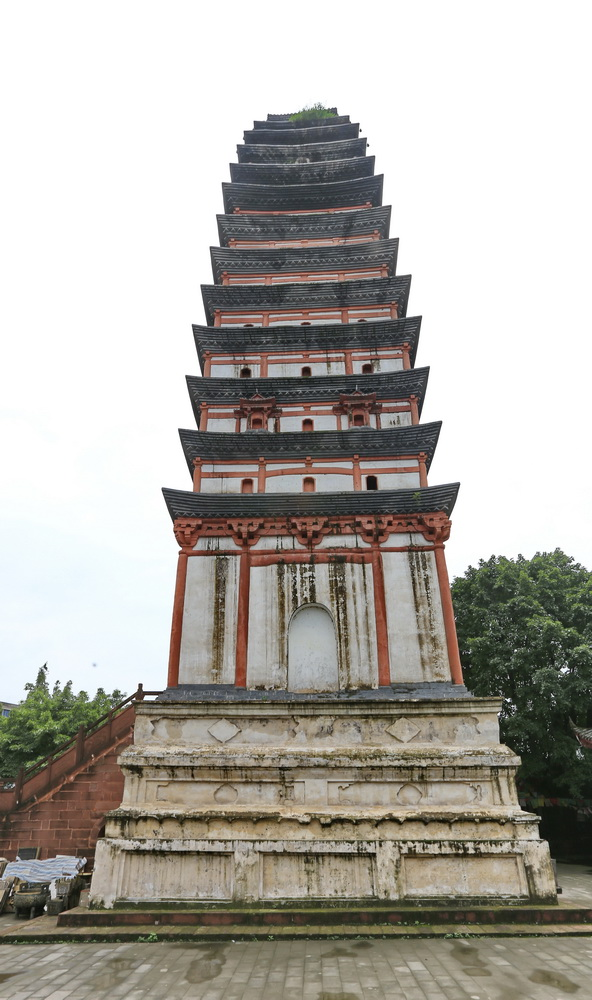
Pagode des Shengde-Klosters in Jiancheng

Die Gegend von Jianyang gehörte ursprünglich zum Königreich Shu, nach der Eroberung durch das Königreich Qin im Jahr 316 v. Chr. dann zur Kommandantur Shu (蜀郡). 115 v. Chr., während der Westlichen Han-Dynastie, wurde in Jianyang der Kreis Niubing (牛鞞县) eingerichtet. Der Amtssitz des Landrats befand sich im heutigen Straßenviertel Jiancheng am Nordufer des Jiangxi (绛溪河), einem Zufluss des Tuo Jiang. Da sich im Kreisgebiet der Berg Yang’an (阳安山) befand, wurde Niubing im Jahr 555, während der Liang-Dynastie, in „Yang’an“ (阳安县) umbenannt, eine bis heute gebräuchliche Alternativbezeichnung für Jianyang. Im Jahr 603 der Sui-Dynastie wurde der Kreis zur Präfektur hochgestuft, nach dem Laijian-See (赖简池) nun „Jianzhou“ (简州) genannt. Die Verwaltung der Präfektur, die ab 616 der Kommandantur Ziyang (资阳郡) unterstand, befand sich im alten Amtssitz des Landrats am Nordufer des Jiangxi. Im Jahr 1373, zu Beginn der Ming-Dynastie, wurde Jianzhou zunächst zum Kreis Jian (简县) herabgestuft, dann aber 1513 wieder zur Präfektur erhoben. Nun unterstand Ziyang der Präfektur Jianzhou.
Im Jahr 1727 der Qing-Dynastie wurde Ziyang eine eigenständige Präfektur.
1913, im zweiten Jahr der Republik China, wurde die Präfektur Jianzhou zu einem Ziyang unterstehenden Kreis herabgestuft. Für den Namen des Kreises entnahm man aus „Jianzhou“ die Silbe „Jian“ sowie aus der historischen Bezeichnung „Yang’an“ die Silbe „Yang“ und bildete daraus „Jianyang“. Nach der Gründung der Volksrepublik China wurde am 21. Dezember 1949 das Sonderverwaltungsgebiet Zizhong (资中行政督察专区) eingerichtet, dem Jianyang zusammen mit sieben weiteren Kreisen zugeteilt wurde. Im Februar 1950 wurde das Gebiet in „Sonderverwaltungsgebiet Neijiang“ umbenannt, Jianyang war weiterhin ein Teil des Gebiets. Es folgte eine Reihe weiterer Umstrukturierungen, bis Jianyang schließlich 1994 vom Kreis zur kreisfreien Stadt erhoben wurde. Vier Jahre später wurde Jianyang per Beschluss des Staatsrats der Volksrepublik China vom 26. Februar 1998 aus dem Gebiet von Neijiang herausgelöst und der bezirksfreien Stadt Ziyang zugeteilt. Im Mai 2016 wurde Jianyang schließlich mit Genehmigung des Staatsrats und der Provinzregierung aus der Zuständigkeit von Ziyang herausgelöst und der Provinzhauptstadt Chengdu unterstellt.

## Administrative Gliederung
Auf Gemeindeebene setzt sich Jianyang aus 16 Straßenvierteln und 21 Großgemeinden zusammen. Diese sind:
Straßenviertel Caochi (草池街道);

Straßenviertel Chishui (赤水街道);

Straßenviertel Danjing (丹景街道);

Straßenviertel Dongxi (东溪街道);

Straßenviertel Futian (福田街道);

Straßenviertel Jiajia (贾家街道);

Straßenviertel Jiancheng (简城街道);

Straßenviertel Pingquan (平泉街道);

Straßenviertel Sancha (三岔街道);

Straßenviertel Shehongba (射洪坝街道);

Straßenviertel Shibandeng (石板凳街道);

Straßenviertel Shipan (石盘街道);

Straßenviertel Shiqiao (石桥街道);

Straßenviertel Xinshi (新市街道);

Straßenviertel Yangma (养马街道);

Straßenviertel Yucheng (玉成街道);

Großgemeinde Dongjiageng (董家埂镇);

Großgemeinde Gaoming (高明镇);

Großgemeinde Hailuo (海螺镇);

Großgemeinde Hefeng (禾丰镇);

Großgemeinde Hongyuan (宏缘镇);

Großgemeinde Jiangyuan (江源镇);

Großgemeinde Leijia (雷家镇);

Großgemeinde Lujia (芦葭镇);

Großgemeinde Pingwu (平武镇);

Großgemeinde Qinglong (青龙镇);

Großgemeinde Sanhe (三合镇);

Großgemeinde Sanxing (三星镇);

Großgemeinde Shijia (施家镇);

Großgemeinde Shizhong (石钟镇);

Großgemeinde Tashui (踏水镇);

Großgemeinde Wumiao (武庙镇);

Großgemeinde Yangjia (杨家镇);

Großgemeinde Yongquan (涌泉镇);

Großgemeinde Yunlong (云龙镇);

Großgemeinde Zhenjin (镇金镇);

Großgemeinde Zhuangxi (壮溪镇).

## Industriegebiet für Luft- und Raumfahrt Chengdu
Auf dem Ostufer des Tuo Jiang gegenüber von Jiancheng befindet sich das Industriegebiet für Luft- und Raumfahrt Chengdu (成都空天产业功能区), wobei der Schwerpunkt auf der Raumfahrt liegt. Das Industriegebiet ist etwa 50 km vom Stadtzentrum von Chengdu und 18 km vom neuen Tianfu International Airport entfernt. Über die Nationalstraße 318 im Westen und die Autobahn G5013 Chongqing–Chengdu im Osten kann die Provinzhauptstadt innerhalb von einer Stunde erreicht werden. Baubeginn für das von der Kommission für Entwicklung und Reform der Stadt Chengdu (成都市发展和改革委员会) seit Anfang 2018 betreute Projekt war am 14. Februar 2019, im Endzustand soll das Gelände 29,8 km² umfassen.
Die Kommission für Entwicklung und Reform möchte dort möglichst Firmen ansiedeln, die bereits in Chengdu Fertigungsstätten besitzen. Neben Robotik und Materialien für Luft- und Raumfahrtanwendungen denkt man vor allem an Hersteller kommerzieller Trägerraketen, Kommunikations- und Erdbeobachtungssatelliten sowie deren Zulieferer.
Bis November 2020 war es gelungen, unter anderem die Sichuaner Akademie für Raumfahrttechnologie der China Aerospace Science and Technology Corporation, das 10. Forschungsinstitut der China Electronics Technology Group Corporation (beide aus Chengdu) und die Innovations-, Entwicklungs- und Produktionsbasis für kommerzielle Trägerraketen der neuen Generation (星河动力新一代商业运载火箭创新研发生产基地) der Galactic Energy aus Peking in das Industriegebiet zu bringen.

## Verkehrsanbindung

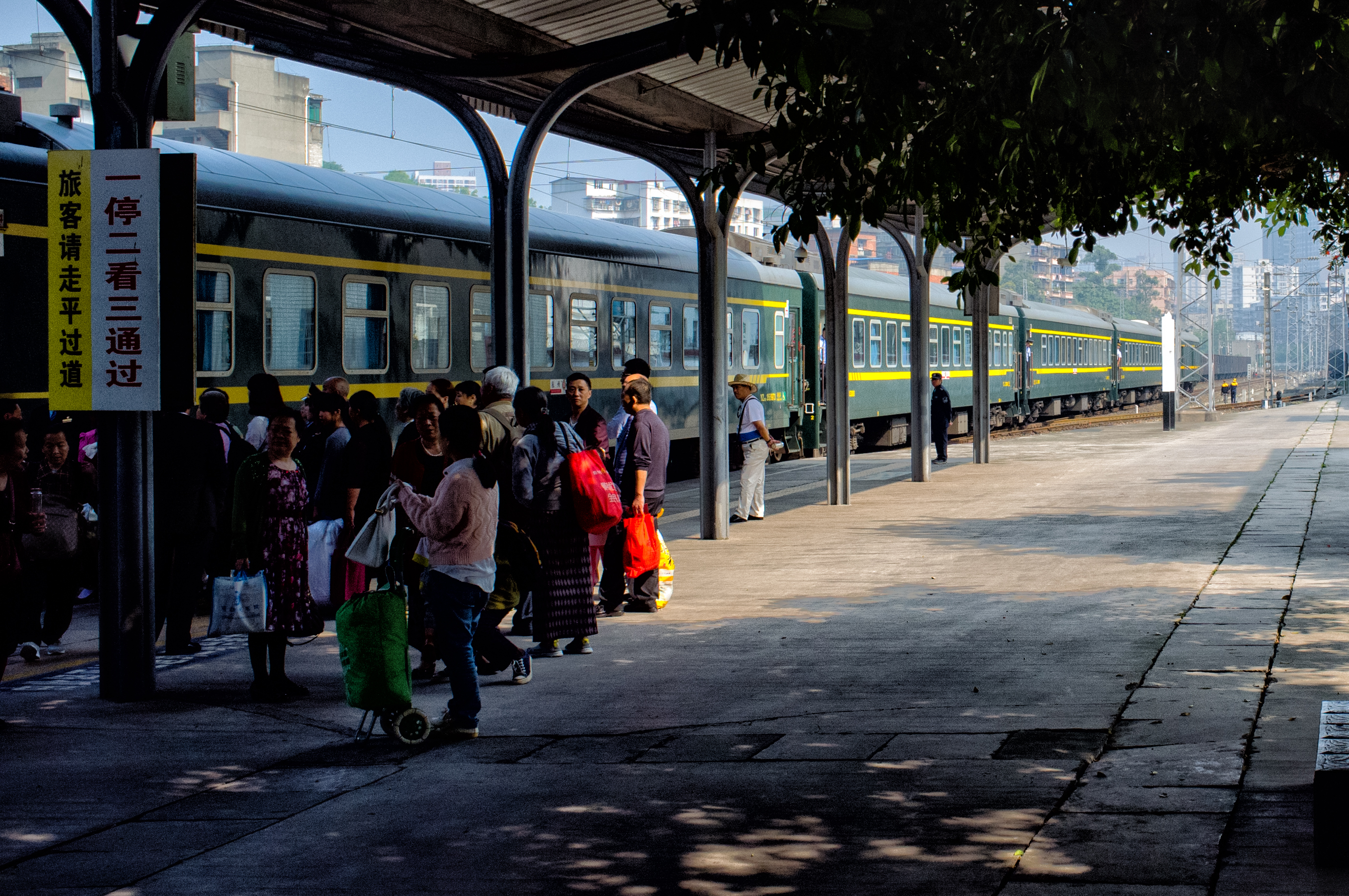
Alter Bahnhof in Jiancheng

Etwa 10 km südwestlich von Jiancheng, auf dem Gebiet der Großgemeinde Lujia, befindet sich der am 27. Juni 2021 eröffnete Chengdu Tianfu International Airport. Der Flughafen kann mit der Linie 18 der U-Bahn Chengdu, die auch im Straßenviertel Sancha hält, vom Südbahnhof der Provinzhauptstadt in 37 Minuten erreicht werden. Das ist etwa 20 Minuten schneller, als man für dieselbe Strecke auf der Autobahn benötigt.
Durch das Gebiet von Jianyang führen an Jiancheng vorbei die Autobahn Xiamen–Chengdu sowie durch die Großgemeinde Hefeng die Autobahn Chongqing–Chengdu. Außerdem führen in Ost-West-Richtung die Nationalstraße 318 von Shanghai nach Kathmandu und die Nationalstraße 319 von Xiamen nach Chengdu durch das Gebiet von Jianyang, in Nord-Süd-Richtung die Nationalstraße 321 von Guangzhou nach Chengdu.
Die am 1. Juli 1952 eröffnete und seit dem 24. Dezember 1987 elektrifizierte Eisenbahn Chengdu–Chongqing (成渝铁路) hält in Yangma, Shiqiao, am alten Bahnhof von Jiancheng sowie im Dorf Miaozigou (庙子沟村) der Großgemeinde Yangjia. Die am 26. Dezember 2015 eröffnete Hochgeschwindigkeitsstrecke Chengdu–Chongqing (成渝客运专线), wo die Züge mit bis zu 350 km/h verkehren, hat einen Halt am neuen Südbahnhof von Jiancheng.